# Crotalometra
Genre
Crotalometra est un genre de comatules de la famille des Thalassometridae.

## Liste des espèces
Selon World Register of Marine Species (13 avril 2015) :
- Crotalometra magnicirra (Bell, 1905) -- Sud-ouest de l'océan indien (90~700 m de profondeur)
- Crotalometra rustica AH Clark, 1909 -- Indo-pacifique tropical (300~2 000 m de profondeur)
- Crotalometra sentifera AH Clark, 1909 -- Maldives